# Bürgerstiftung Rheinviertel
Die Bürgerstiftung Rheinviertel ist eine gemeinnützige kirchliche Stiftung mit regionalem Fokus auf das Gebiet der katholischen Kirchengemeinde St. Andreas und Evergislus in Bonn-Bad Godesberg. Die Stiftung realisiert Projekte in eigener Trägerschaft und unterstützt Projekte anderer katholischer Träger. Ziel ist die Förderung von Jugend-, Bildungs-, Sozial-, Kultur- und Altenarbeit sowie des pfarrlichen Lebens.

## Geschichte

### Anfänge ab 2005 und Entwicklung
Anfang Oktober 2004 kündigte das Erzbistum Köln im Rahmen des Sparprogramms ‚Zukunft heute‘ eine Reduzierung der finanziellen Zuschüsse an die Pfarrgemeinden an. Die heutige Gemeinde St. Andreas und Evergislus bestand damals aus den beiden Gemeinden Heilig Kreuz und Evergislus sowie St. Andreas und Herz Jesu, die zu einem Gemeindeverband zusammengeschlossen waren. Der Gemeindeverband wurde vor die Wahl gestellt, entweder eigene Finanzierungsquellen zu erschließen oder 50 Prozent der Versammlungsfläche (z. B. Pfarrheime) abzubauen, acht von 14 Kindergartengruppen zu schließen und die Küsterarbeit um fast die Hälfte zu reduzieren.
Ende November 2004 übernahm Pfarrer Wolfgang Picken die Leitung des Gemeindeverbandes. Um eine dauerhafte Sicherung der Gemeindefinanzen zu schaffen, gründete er am 17. Juni 2005 die Bürgerstiftung Rheinviertel mit einem Stiftungskapital in Höhe von 50.000 Euro. Die Bürgerstiftung Rheinviertel  wurde als nationales Pilotprojekt in der privaten Finanzierung bisher kirchenfinanzierter Einrichtungen und Aktivitäten betrachtet und vorwiegend von Unions-Politikern wie Jürgen Rüttgers, Armin Laschet, Ursula von der Leyen, Ilse Aigner und Hans-Peter Friedrich als vorbildliche Initiative bürgerschaftlichen Engagements gelobt.
Es gelang von Beginn an, zahlreiche im Gebiet der Kirchengemeinde wohnende Unterstützer für den Vorstand und das Kuratorium der Stiftung zu gewinnen, darunter die Vorstandsvorsitzenden der Deutschen Telekom René Obermann und Timotheus Höttges, die ehemalige Bundesministerin Ursula Lehr, den ehemaligen Richter des Bundesverfassungsgerichts Udo di Fabio, den Co-CEO von Ströer Udo Müller, den Unternehmer Frank Asbeck sowie Anwälte und Wissenschaftler.
Am 17. Februar 2019 wurde Wolfgang Picken als Pfarrer verabschiedet; er wurde später zum Ehrenvorsitzenden des Kuratoriums auf Lebenszeit ernannt. Die Entwicklung der Stiftung in den ersten 14 Jahren seit ihrer Gründung beschrieb Picken wie folgt: „Anfangs war sie eine charismatische Pommesbude, jetzt ein Flaggschiff für das bürgerschaftliche Engagement im kirchlichen Raum.“
Von Anfang September 2019 bis Mitte März 2020 war Edward Balagon als leitender Pfarrer Vorsitzender des Stiftungsvorstands, bis er auf eigenen Wunsch aus gesundheitlichen Gründen von seinen Aufgaben entbunden wurde.  Für die Zwischenzeit wurde Wolfgang Picken zusätzlich zu seiner Aufgabe als Leiter des Stadtdekanats Bonn zum Pfarrverweser bestellt und führte die Stiftung erneut. Sein Amt als Mitglied des Kuratoriums ruhte in dieser Zeit. Sein Nachfolger als Vorsitzender wurde im Frühjahr 2021 der neue leitende Pfarrer von Bad Godesberg, Pater Dr. Gianluca Carlin. Nach der Genehmigung einer Satzungsänderung durch das Erzbistum Köln und die Bezirksregierung Köln wechselte er im November 2022 in das Kuratorium. Neuer Vorsitzender wurde der bisherige stellvertretende Vorsitzende Dr. Hanns-Christoph Eiden.

### Ausbau zu einem Sozialunternehmen
Die Tätigkeit der Bürgerstiftung Rheinviertel wurde schrittweise ausgebaut und durch Fundraising und Öffentlichkeitsarbeit begleitet. Mittlerweile wurden zwei Zustiftungen geleistet. 2013 waren in den Projekten der Stiftung nach deren Angaben bereits 50 Mitarbeiter beschäftigt. Laut eigenen Angaben hat die Bürgerstiftung Rheinviertel in den ersten 15 Jahren 1.500 bis 2.000 ehrenamtliche Mitarbeiter aktiviert. Die Gesamtausgaben der Stiftung (einschließlich der Kindertagesstätten) beliefen sich im Jahr 2023 auf 3,4 Mio. €

## Ziele
Satzungsmäßiger Zweck der Stiftung ist „die Förderung von Jugend-, Bildungs-, Sozial-, Kultur- und Altenarbeit im Seelsorgebereich der Pfarrgemeinden (St. Andreas und Evergislus) sowie des pfarrlichen Lebens dieser Pfarreien“. Das breite Spektrum dieser Aktivitäten soll die katholische Kirchengemeinde St. Andreas und Evergislus zu einer zentralen Plattform der Begegnung, Entwicklung und Fürsorge machen. Unter dem Motto 'Die Gabe zu Geben' soll die Stiftung hierzu auf konkrete Herausforderungen vor Ort innovative Antworten finden.
Ein besonderer Fokus liegt dabei darauf, sich nicht auf die Mitglieder der Gemeinde zu beschränken, sondern in die Gesellschaft hineinzuwirken. Die Errichtung eines dichten sozialen Netzwerkes unter dem Dach der Stiftung soll eine enge Bindung und nachhaltige Bereitschaft zur Mitwirkung schaffen. Auch Bürger, die nicht Mitglied der Gemeinde sind, sollen als Beitragende und Nutzer gewonnen und dadurch mit christlichen Inhalten in Berührung kommen. Diese  Ausrichtung soll die gesellschaftliche Bedeutung des christlichen Glaubens nachhaltig aufwerten und sie zum geistigen und sozialen Mittelpunkt des Rheinviertels machen.

## Projekte
Die Bürgerstiftung Rheinviertel realisiert Projekte in eigener Trägerschaft und unterstützt Projekte anderer katholischer Träger.

### Familienzentrum/Kindergärten/Elementarpädagogik
Auf Betreiben der Bürgerstiftung Rheinviertel wurde die Existenz von zwei Kindergärten gesichert und eine neue Kindertagesstätte gegründet. Die Bürgerstiftung Rheinviertel ist Träger von insgesamt 3 Kindertagesstätten und kooperiert mit den 10 Kindertagesstätten in der Trägerschaft  des Kirchengemeindeverbandes Bad Godesberg. Diese Kooperation erstreckt sich auch auf das  Familienzentrum Rheinviertel. Es bietet einen Begegnungsraum für Eltern und Kinder. Bei Partnerschafts- und Erziehungsfragen oder auch in sozialen Notlagen wird vor Ort Beratung vermittelt. Die Sonja-Kill-Inklusionskindertagesstätte wurde 2013 zu einer Inklusions-Kindertagesstätte umgebaut.

### Jugendarbeit
Der von der Stiftung finanzierte Jugendreferent steh den Kindern und Jugendlichen im Rahmen von Angeboten der Kirchengemeinde als Ansprechpartner zur Verfügung. Er wirkt in der Messdienerausbildung mit, betreut Jugendgruppen, gestaltet offene Angebote und führt Wochenend- und Ferienprogramme durch.
Daneben unterstützt die Stiftung auch Projekte außerhalb der kirchlichen Jugendarbeit, so das Projekt „Singpause“ in der Beethovenschule in Bad Godesberg, mit dem die musische Bildung von Grundschulkindern gefördert wird. Neue Wege werden auch in der Kooperation mit weiterführenden Schulen beschritten. Auftakt war die Diskussion von Botschafter a. D. Rüdiger von Fritsch mit 300 Schülerinnen und Schülern aus drei Bonner Gymnasien am 22. März 2024 im Haus der Geschichte über ethisch motiviertes Handeln. Am 5. Juni 2024 hat die Stiftung in Kooperation mit dem Haus der Geschichte und zwei Berufskollegs für etwa 80 Schülerinnen und Schülern im Plenarsaal des Bundesrates in Bonn einen Demokratie-Workshop durchgeführt.

### Palliativ- und Hospizarbeit,  Demenzhilfeprojekt
In zwei christlichen Altenheimen (Johanniterhaus im Godesberger Villenviertel und CBT-Wohnhaus Emmaus in Plittersdorf) finanziert die Bürgerstiftung Rheinviertel  Integrierte Hospize, die sich an die bereits im Altenheim Wohnenden richten und sicherstellen, dass die Bewohner auch in der letzten Phase des Lebens intensiv begleitet werden. Da das Integrierte Hospiz nicht durch die Regelfinanzierung der Pflegekassen gedeckt ist, steuert die Bürgerstiftung Rheinviertel pro Jahr 77.000 Euro zu deren Finanzierung bei (Stand 2023) und finanziert die Arbeit von zwei indischen Ordensschwestern, die examinierte Pflegekräfte sind und über eine Fachweiterbildung in Palliative Care verfügen. Darüber hinaus wird das Personal des Altenheims entsprechend weitergebildet und gefördert.
Für einen ambulanten Palliativpflegedienst finanziert die Bürgerstiftung Rheinviertel  in Kooperation mit dem Caritas-Verband Bonn drei Palliativkrankenschwestern, die Menschen zu Hause in ihrer gewohnten Umgebung im Sterbeprozess zu begleiten, bei Pflegebedürftigkeit  unterstützen und Krankheitssymptome  lindern. Für die Finanzierung dieses Dienstes wendet die Bürgerstiftung Rheinviertel aktuell pro Jahr 147.000 Euro auf (Stand 2023).
Das 2019 ebenfalls in Kooperation mit dem Caritas-Verband Bonn ins Leben gerufene Demenzhilfeprojekt bietet Erkrankten, die noch in der häuslichen Umgebung leben und ihren Familien eine qualifizierte Erstberatung. 4 hauptamtliche Mitarbeiterinnen und etwa 10 qualifizierte ehrenamtliche Unterstützerinnen und Unterstützer begleiten die Betroffenen und ermöglichen Teilhabe am gesellschaftlichen Leben ungeachtet der gesundheitlichen Einschränkungen. Dazu gehören Theatervorführungen, Malkurse, Ausflüge und Begegnungen im 2023 eröffneten Stiftungstreff in der Beethovenallee 38 in Bad Godesberg. Die Gesamtausgaben für das Demenzhilfeprojekt beliefen sich 2023 auf 109.000,-€

### Mausoleum von Carstanjen

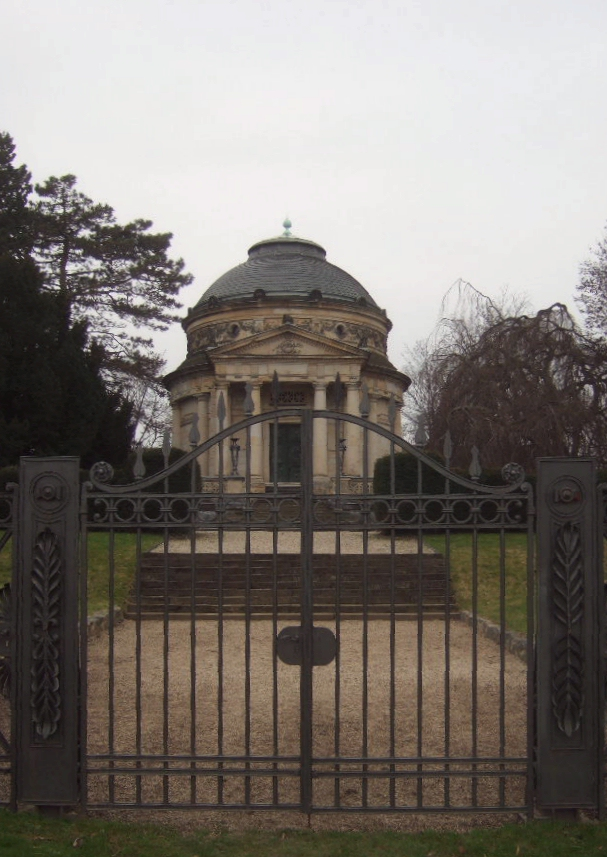
Mausoleum von Carstanjen

Das Mausoleum von Carstanjen liegt in direkter Nachbarschaft der Kirche St. Evergislus und dient seit Mitte 2007 als christliche Urnengrabstätte. Die Bürgerstiftung Rheinviertel vermietet das Mausoleum an die Katholische Kirchengemeinde St. Andreas und Evergislus, die die Begräbnisstätte führt. Nach Bekanntwerden des Projekts hatten sich innerhalb kurzer Zeit rund 400 Interessenten gemeldet. Acht Jahre später waren bereits über 300 Menschen beigesetzt und weitere 1000 Anwartschaften abgeschlossen. Die Gesamtkapazität wird auf ca. 2000 Urnen geschätzt. Die Erträgnisse aus Anwartschaften für die Beisetzung, die sich an der Friedhofsordnung der Stadt Bonn orientieren, kommen zu 90 % der Arbeit der Bürgerstiftung Rheinviertel zugute.
Die Bürgerstiftung Rheinviertel erbte die damals stark beschädigte Anlage 2005 aus dem Nachlass des letzten Nachfahren der Familie von Carstanjen als Zustiftung ‚von Carstanjen Stiftung‘. Aus dem Nachlass des letzten Namensträgers konnte auch die Renovierung des Mausoleums finanziert werden.

### Ehrenamt
2010 legte die Stiftung eine wissenschaftliche Studie über das Ehrenamt im Rheinviertel vor und stellte bundesweit die erste hauptamtliche Ehrenamtskoordinatorin im gemeindlichen Raum ein. Deren Aufgabe besteht darin, die ehrenamtlichen Helfer der Bürgerstiftung zu begleiten, neue Engagementmöglichkeiten im zwischenmenschlichen Bereich aufzuzeigen und das Potenzial an freiwilligem Engagement gezielt zu heben und im Viertel zu realisieren. Dabei legt sie einen Schwerpunkt auf die Menschen der „Generation 50+“ im Rheinviertel, die konfessionsübergreifend zu ehrenamtlichem Engagement in der Stiftung, der Gemeinde oder anderen katholischen Einrichtungen angeregt werden. Weitere Säulen des ehrenamtlichen Engagements sind das Lesepatenprojekt an Godesberger Grundschulen sowie die Arbeit ehrenamtlicher Helfer im Demenzhilfeprojekt.

## Finanzen
Die Bürgerstiftung Rheinviertel veröffentlicht keinen Finanzbericht mit Details zu Ein- und Ausgaben und erfüllt mit der Nennung einzelner Beträge nicht die Kriterien der Initiative Transparente Zivilgesellschaft.

### Stiftungsvermögen
Das Gesamtvermögen der Stiftung konnte in den ersten 19 Jahren seit Gründung 2005 von 50.000 Euro auf rund 10 Mio. Euro gesteigert werden. Der Vorstand wird bei der Verwaltung des Vermögens durch einen  Anlageausschuss unterstützt.

### Aufwendungen
Die Bürgerstiftung Rheinviertel hatte im Jahr 2023 Ausgaben von insgesamt 3,4 Mio. €. Die Kosten für die 3 Kindertagesstätten sind darin enthalten.

### Fundraising

#### Benefiz-Veranstaltungen
Eine wichtige Quelle von Spendengeldern sind die von der Bürgerstiftung Rheinviertel ausgerichteten Benefiz-Veranstaltungen, die für Sponsoren durch die Teilnahme von Prominenten und der aktiven Öffentlichkeitsarbeit der Stiftung interessant sind. Gleichzeitig kann sich die Bürgerstiftung mit den Benefiz-Veranstaltungen öffentlichkeitswirksam darstellen, eine Mitwirkung in der Stiftung attraktiv machen und die Möglichkeit der Vernetzung der Teilnehmer untereinander bieten.
In der Regel einmal jährlich richtet die Bürgerstiftung Rheinviertel eine aufwände Abendveranstaltung aus. Am Stiftungsball, der bereits zehnmal ausgerichtet wurde und meist im Hotel Petersberg stattfand, nahmen jeweils ca. 250 Gäste aus Wirtschaft, Politik und Kultur teil. Bereits vor der Corona-Pandemie wurde als neues Format das Stiftungsdinner auf der Godesburg entwickelt.
Für Konzerte und Lesungen konnten namhafte Künstler und Schriftsteller für kostenlose Auftritte gewonnen werden. Über den Verkauf von Eintrittskarten und gastronomischen Angeboten wurden meist fünfstellige Erlöse erzielt.

#### Förderer
Die Bürgerstiftung konnte einen Kreis von finanzkräftigen Förderern aufbauen, die die Arbeit der Stiftung über einige Jahre hinweg unterstützen wie z. B. DHL, Tank & Rast, BBDO und Generali Deutschland.

#### Zustiftungen
Die Bürgerstiftung konnte zwei Zustiftungen verzeichnen: Die Von-Carstanjen-Stiftung für die christliche Urnengrabstätte Mausoleum von Carstanjen und die 'Für uns Pänz'-Stiftung für die Leseförderung in Kitas und Grundschulen.

#### Übrige Formate
Die Bürgerstiftung Rheinviertel wirbt neben gewöhnlichen Privatspenden um Kondolenzspenden, Unternehmensspenden und Erbschaften. Auch in den Gottesdiensten der Gemeinde wird für Bürgerstiftung Rheinviertel gesammelt.

## Enge Anbindung an die römisch-katholische Kirche
Die Bürgerstiftung Rheinviertel ist ungeachtet ihrer Anbindung an die katholische Kirche und ihrer christlichen Orientierung eine 'Initiative von Bürgern für Bürger', ausgerichtet auf die gesamte Breite der Bürgerschaft.
Aufgrund der eingeschränkten Unabhängigkeit erfüllt die Bürgerstiftung Rheinviertel nicht die Kriterien für das Gütesiegel für Bürgerstiftungen des Bundesverbandes Deutscher Stiftungen. Nikolaus Turner, ehemaliger Leiter des Arbeitskreises „Bürgerstiftungen“ im Bundesverband, kritisiert solche Stiftungen und explizit auch die Bürgerstiftung Rheinviertel als „Trittbrettfahrer der Bürgerstiftungsbewegung“, die „potenzielle Stifter und Spender mit ihrem Namen leicht in die Irre führen.“ Stiftungsgründer Wolfgang Picken sah in der Nichtanerkennung kirchlicher Bürgerstiftungen „Tendenzen zur Diskriminierung der Kirchen“.

### Bevorzugung von Katholiken
Bei einigen Angeboten werden Katholiken bevorzugt, wenn die Zahl der Anmeldungen die Zahl der freien Plätze übersteigt. In den Kindergärten, deren Träger die Bürgerstiftung Rheinviertel ist, werden – wie bei Kindergärten in katholischer Trägerschaft üblich – katholische Kinder bevorzugt aufgenommen.

### Pfarrer ist nicht mehr kraft seines Amtes Vorsitzender des Stiftungsvorstands
Der Vorsitzende des Stiftungsvorstands ist seit der Satzungsänderung im Herbst 2022 nicht mehr der amtierende Pfarrer der katholischen Kirchengemeinde St. Andreas und Evergislus.

### Status als kirchliche Stiftung
Der Status einer kirchlichen Stiftung ist in der Satzung der Bürgerstiftung Rheinviertel verankert. Dies hat eine Reihe von Auswirkungen auf die Arbeit der Bürgerstiftung Rheinviertel.

#### Aufsicht des Erzbistums Köln
Als kirchliche Stiftung steht die Bürgerstiftung Rheinviertel nicht alleine unter der staatlichen Stiftungsaufsicht, sondern auch unter der Aufsicht des Erzbischofs von Köln. Dessen Befugnisse gehen deutlich über die der staatlichen Stiftungsaufsicht hinaus.
1. Umfassende Auskunftspflichten
Während die staatliche Stiftungsaufsicht ausschließlich dem Zweck dient, möglichem Missbrauch vorzubeugen, geht es bei der kirchlichen Stiftungsaufsicht um eine weitergehende inhaltliche Kontrolle. Die staatliche Stiftungsaufsicht kann nur dann Informationen anfordern, wenn es Anhaltspunkte für Verstöße gegen gesetzliche Bestimmungen oder die Satzung gibt. Die Bürgerstiftung Rheinviertel hingegen ist dazu verpflichtet, selbst und unaufgefordert das Generalvikariat des Erzbistums Köln unverzüglich über alle wesentlichen Vorgänge der Stiftung zu unterrichten und auch ohne Anhaltspunkte für stiftungs- oder satzungsrechtliche Verstöße über alle Angelegenheit der Stiftung auf Anforderung jederzeit Auskünfte zu erteilen oder weitere Berichte vorzulegen.
2. Weitergehende Genehmigungsvorbehalte
Auch in der Handlungsfreiheit ist die Bürgerstiftung Rheinviertel gegenüber einer privatrechtlichen Stiftung eingeschränkt. So ist jede Änderung der Satzung von der Genehmigung durch das Erzbistum abhängig, während Stiftungen unter staatlicher Aufsicht nur wesentliche Änderungen genehmigen lassen müssen. Weitreichende Rechtsgeschäfte der Bürgerstiftung Rheinviertel stehen unter dem Vorbehalt der Genehmigung durch das Erzbistum Köln, während Stiftungen unter staatlicher Aufsicht nur unter bestimmten Voraussetzungen eine Pflicht zur Anzeige haben.

#### Mitarbeitende der Stiftung unterliegen den Einschränkungen des kirchlichen Arbeitsrechts
Die Arbeitsverhältnisse der Mitarbeitenden der Stiftung unterliegen dem kirchlichen Arbeitsrecht. Entsprechend gelten gegenüber den für sonstige Arbeitnehmer gültigen Bestimmungen bestimmte  Besonderheiten, wie zum Beispiel eine erhöhte Loyalitätspflicht in Hinsicht auf das katholische Profil der Einrichtung. Die neue, seit dem 22. November 2022 geltende Grundordnung des kirchlichen Dienstes entzog den „Kernbereich privater Lebensgestaltung, insbesondere Beziehungsleben und Intimsphäre“ rechtlicher Bewertung; Familienstand und Beziehungsleben sind weder bei der Einstellung noch bei der Kündigung kirchlicher Mitarbeiter von rechtlicher Bedeutung sind.

## Rheinviertel

### Lage
Das Gebiet der Kirchengemeinde St. Andreas und Evergislus, die ihr Gemeindegebiet selbst als Rheinviertel bezeichnet, umfasst die vier nördlichen Stadtteile von Bad Godesberg in direkter Rheinlage Hochkreuz, Plittersdorf, Villenviertel und Rüngsdorf. Es reicht damit nördlich von der Südbrücke bis südlich zur Mehlemer Fähre und wird nach Osten vom Rhein und nach Westen von der B9 begrenzt.

### Begriff
Die Bezeichnung Rheinviertel taucht im Zusammenhang mit Bad Godesberg erstmals 2003 auf, als die katholischen Kirchengemeinden St. Evergislus und Heilig Kreuz und St. Andreas und Herz Jesu zum Katholischen Kirchengemeindeverband Bad Godesberg-Rheinviertel zusammengeschlossen wurden. Mit der Bezeichnung als Rheinviertel sollte ein gemeinsamer Bezugspunkt für die ehemals unabhängigen Gemeinden geschaffen werden, da es Vorbehalte und Widerstände gegen den Zusammenschluss gab. Mitte 2005 griff die Bürgerstiftung Rheinviertel diese Bezeichnung in ihrem Namen auf. 2006 wurde der Kirchengemeindeverband zu einer Gemeinde verschmolzen, die sich seitdem Katholische Kirchengemeinde St. Andreas und Evergislus im Bad Godesberger Rheinviertel nennt. Auch außerhalb des Umfelds der Kirchengemeinde und der Stiftung hat sich die Bezeichnung Rheinviertel inzwischen etabliert.
Seit dem 19. Jahrhundert gibt es bereits ein Rheinviertel in der Bonner Innenstadt, das noch heute namensgebend für den statistischen Bezirk 110 Zentrum-Rheinviertel ist.

### Eigenschaften
In den vier Stadtteilen leben knapp 26.000 der insgesamt 75.000 Einwohner von Bad Godesberg, von denen ca. 30 % römisch-katholischen Glaubens sind. Die Grundstückspreise und das durchschnittliche Einkommen liegen über dem Durchschnitt von Bonn und Bad Godesberg.

## Auszeichnungen

### Bürgerstiftung Rheinviertel
- 2. Preis beim Publikumspreis des Deutschen Engagementpreises 2010
- Zukunftsprojekt und Hauptpreisträger des Robert-Jungk-Preises des Landes NRW 2009

### Projekte
- Integriertes Hospiz im CBT Wohnhaus Emmaus: Zukunftspreis der Altenpflege 2009[32]
- Kindertagesstätte St. Georg: Finalist des Invest in Future Award 2009 für innovative Pädagogik

### Einzelpersonen
- Bundesverdienstkreuz am Bande für Frank Asbeck durch Jürgen Rüttgers am 18. Juni 2009 unter anderem als Mitstifter an die Bürgerstiftung Rheinviertel und für seine Mitarbeit im Kuratorium.[33]
- Bundesverdienstkreuz am Bande für Wolfgang Picken durch Armin Laschet am 31. Oktober 2019 als Stifter der Bürgerstiftung Rheinviertel und für seine Impulse für das kommunale Sozialwesen.[34]

### Presse
- Presseartikel aus laufendem Jahr und Archiv seit 2006 auf der Homepage der Bürgerstiftung Rheinviertel
- TV-Beiträge seit 2005 auf der Homepage der Bürgerstiftung Rheinviertel
- Radiobeiträge seit 2005 auf der Homepage der Bürgerstiftung Rheinviertel

### Veröffentlichungen der Bürgerstiftung Rheinviertel
- Bürgerstiftung Rheinviertel: Newsletter 2020-2 mit Rückblick auf die Jahre 2015-2019 vom April 2020, PDF, Seite 2–3
- Bürgerstiftung Rheinviertel: '10 Jahre Bürgerstiftung Rheinviertel, Journal zum Jubiläum' über die ersten 10 Jahre 2005–2014 vom Mai 2015, PDF, 40 Seiten

### Veröffentlichungen von Mitgliedern des Vorstands/Kuratoriums
- Wolfgang Picken: WIR. Die Zivilgesellschaft von morgen. Mit einem Vorwort von Udo Di Fabio. Gütersloher Verlagshaus, 221 Seiten, erschienen am 22. Oktober 2018, ISBN 3-579-08727-4
- Rheinischer Merkur: Sonderbeilage über die Bürgerstiftung Rheinviertel vom 23. Oktober 2010, PDF, 3 Seiten. Der Herausgeber des Rheinischen Merkurs war zum Zeitpunkt der Veröffentlichung Mitglied des Kuratoriums.
- Simone Stein-Lücke, Thomas Schwitalla: Gemeinde im Aufbruch. Selbsthilfe in der Epochenwende. Mit Beiträgen von Udo di Fabio, Meinhard Miegel, Reinfried Pohl, Stephan Eilers und Wolfgang Picken. Bonn 2007, ISBN 3-416-03201-2
- Hanns-Christoph Eiden: 15 Jahre Bürgerstiftung Rheinviertel in Bonn-Bad Godesberg, Diakonia – Internationale Zeitschrift für die Praxis der Kirche, 51. Jahrgang (August 2020), Seite 195–200, ISSN 0341-9592.